# Isaak von Cronström
Baron Isaak von Cronström (auch: Kock von Cronstrom, * 3. Juli 1661 in Afwestad in Dalarne; † 31. Juli 1751 auf Gut Nemelaer bei Herzogenbusch) war holländischer General und zuletzt Kommandant von Bergen op Zoom.

## Herkunft
Seine Eltern waren Isaak Kock († 1679) und Christina Hansen († 1. Mai 1708). Die Familie wurde 1667 in Schweden unter dem Namen Cronström geadelt.

## Leben
Er erhielt seine Ausbildung zunächst zu Hause, später in der Ritterakademie in Uppsala. Er ging dann auf Grand Tour und lebte eine ganze Zeit in Paris. Dort traf er den Grafen Karl Johann Königsmark.
So trat er 1683 in das Regiment Königsmarks und damit in französische Dienste ein. Er tat sich namentlich bei Eröffnung der Kampagne 1692 unter Catinat durch die Einnahme des Passes von Susa hervor. Da aber der Kriegsminister Louvois die fremden Offiziere, Schweizer ausgenommen, zurücksetzte, ging er in holländische Dienste und zeichnete sich im Spanischen Erbfolgekrieg vielfach aus, insbesondere 1704 durch hartnäckige, wenngleich schließlich erfolglose Verteidigung von Huy.
1715 kämpfte er in Schottland gegen die Jakobiten und zog dann noch in den Kriegen, welche die pragmatische Sanktion im Gefolge hatte, zu Felde. Im Jahr 1720 erhielt er den Titel eines schwedischen Barons (Freiherr). In diesem Jahr wurde er auch Gouverneur der Festung von Veurne und später Gouverneur von Ypern. Im Jahr 1733 stieg er zum Generalleutnant auf und wurde 1742 zum General der Kavallerie ernannt. Er wollte sich 1747 auf sein Gut zurückziehen, ließ sich aber überreden Gouverneur von Bergen op Zoom zu werden. So wurde seine letzte Waffentat die Verteidigung von Bergen op Zoom im Jahr 1747, wegen deren Hartnäckigkeit der Greis ebenso gepriesen wie gescholten wurde. Die Festung wurde am 16. September 1747 verloren, nachdem die Franzosen fünf Breschen in die Wälle geschlagen hatten. Ein anschließendes Kriegsgericht sprach ihn frei. Er starb auf seinem Gut Nemelaer unweit von Herzogenbusch 1751.
Im holländischen Archiv liegt sein Tagebuch zur Belagerung von Bergen-op-Zoom.

## Familie
Cronström heiratete 1695 Trajectina Anna Elisabeth Tuyll van Serooskerken (1675–1720), Tochter von Hendrik Jacob Tuyll van Serooskerken (1642–1692) und Anna Elisabeth van Reede (1652–1682). Von ihren Kindern überlebten zwei Töchter und zwei Söhne.
- Ernst, Schwedischer Hofjunker
- Christina Elisabeth († 17. Juni 1719) ⚭ Johann von Echten zu Echten (* 8. Juli 1680; † 27. Februar 1757), General, Kommandant von Mennin
- Dina Henrietta ⚭ Delen von Schonenburg, holländischer Oberstleutnant
- Daniel Isaak (* 1715; † 5. September 1768), Gouverneur von Herzogenbosch